# Bataille de Tudela
Guerre d'Espagne
Batailles
- Durango (10-1808)
- Balmaseda (11-1808)
- Burgos (11-1808)
- Roses (11-1808)
- Espinosa (11-1808)
- Tudela (11-1808)
- Bubierca (11-1808)
- Somosierra (11-1808)
- Cardedeu (12-1808)
- Saragosse (12-1808)
- 1re Molins de Rei (12-1808)
- Sahagún (12-1808)
- Benavente (12-1808)
- Mansilla (12-1808)
- Castelló d'Empúries (01-1809)
- Cacabelos (01-1809)
- Lugo (01-1809)
- Zamora (01-1809)
- Astorga (01-1809)
- La Corogne (01-1809)

La bataille de Tudela est une bataille de la guerre d'Espagne disputée le 23 novembre 1808 près de Tudela, en Espagne.
40 000 Espagnols tentèrent de retenir 30 000 soldats impériaux. La bataille aboutit à la victoire écrasante des Français commandés par le maréchal Jean Lannes contre les Espagnols commandés par le général Francisco Javier Castaños. Les pertes espagnoles sont supérieures à 6 000 hommes, pour seulement 460 dans le camp français, mais les Français n'exploitent pas assez cette victoire, et permettent aux troupes espagnoles de se retirer sans plus de dégât.

## Contexte

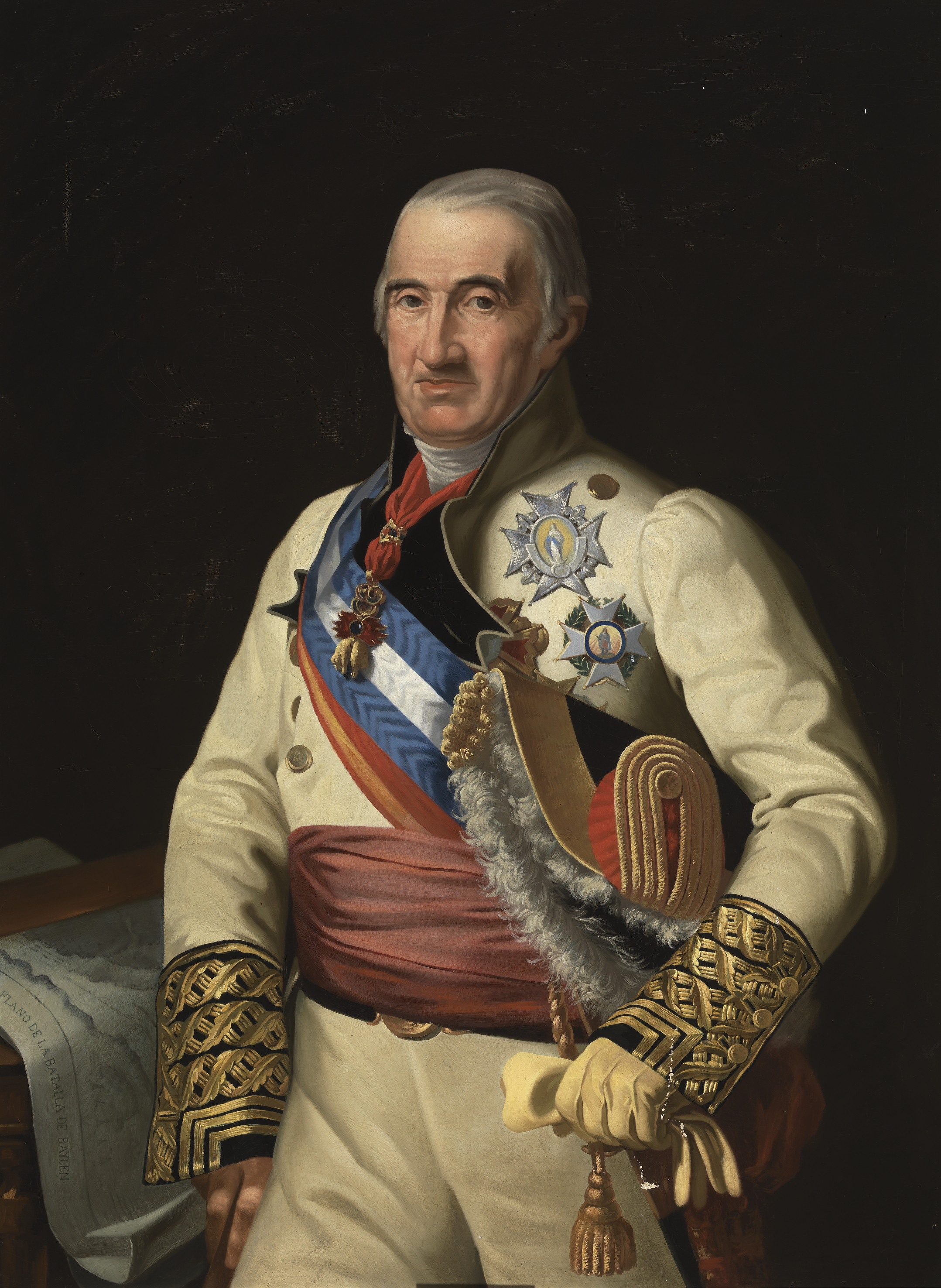
Francisco Javier Castaños, commandant en chef l'armée espagnole du Centre.

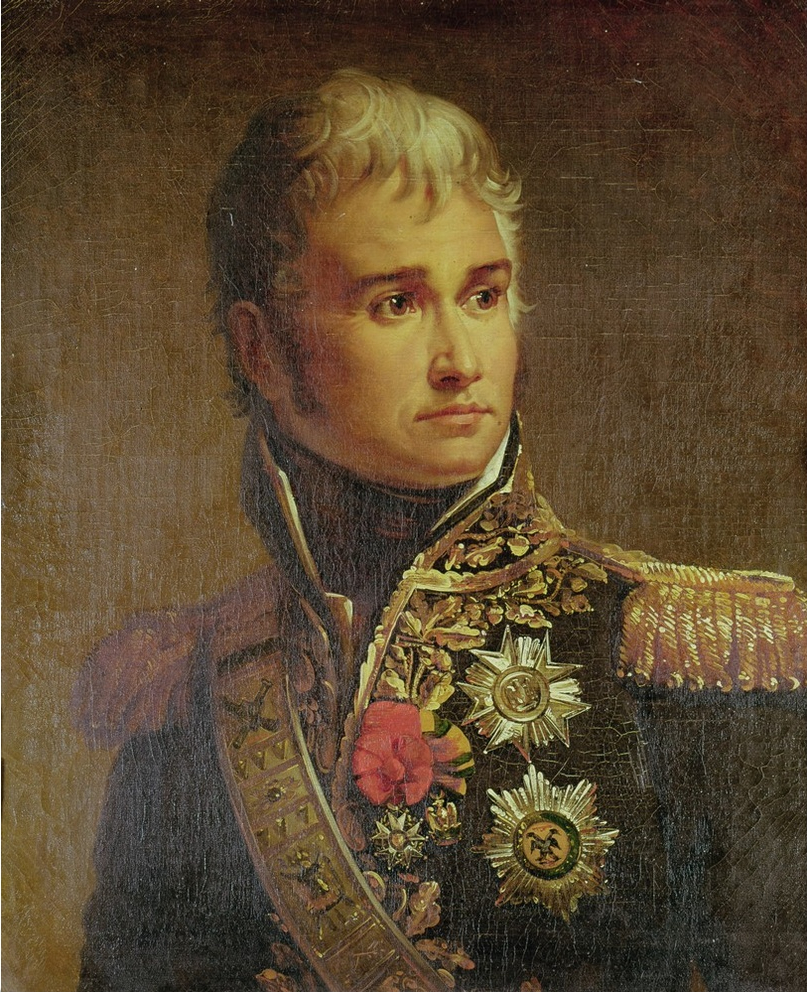
Le maréchal Jean Lannes (1769-1809).

Après la bataille de Burgos, qui repousse l'armée espagnole de Blake vers le sud, Napoléon fait encore face à deux armées : celle de Castaños, au centre, qui borde le cours de l'Èbre, et celle de José de Palafox, au sud. C'est le maréchal Moncey qui fait face, avec le 3e corps, aux Espagnols ; il a pour ordre de rester immobile, le temps que le corps de Ney coupe la retraite à Castaños, cible directe de l'Empereur.
L'armée du Centre occupait Calahorra et sur la rive droite de l'Èbre, allait jusqu'au voisinage de Lodosa pour faire sa jonction avec la réserve de Palafox, qui elle occupait la rive de l'Arga jusqu'à son confluent avec le Rio Aragon, en face de Falces, Peralta et Milagro où étaient cantonnées les forces française de Moncey. Mais celui-ci n'a pas satisfait par ses opérations les ordres de Napoléon ; ce dernier demande donc, le 18 novembre 1808, à Jean Lannes d'avancer jusqu'à Tudela selon le programme suivant : le 21 à Lodosa, le 22 à Calahorra, le 23 à Tudela. En arrivant à Logroño, où il rassemble quelques troupes, Lannes ordonne à Moncey de traverser l'Èbre vers Lodosa afin de joindre ses forces aux siennes. Une fois à Lodosa, Lannes doit prendre le commandement général.
Tandis que les Français organisent une offensive rapide et soigneusement préparée, les armées espagnoles de l'Èbre se trouvent dans les pires conditions pour affronter avec succès l'ennemi. « La qualité des troupes et leur infériorité numérique ne leur permettaient pas de rivaliser avec les troupes aguerries des Français ».
Cette impréparation concerne les troupes ; pour ce qui est de leurs chefs, une grande mésentente s'est installée entre Castaños et Palafox, qui ne peuvent se mettre d'accord sur la façon de mener les opérations, Palafox, tirant orgueil de sa défense de Saragosse, se considère comme supérieur à son collègue.
Castaños avait réclamé le commandement unique des armées, mais la Junte Suprême tardait à le lui octroyer. Il pensait que le front qu'il avait créé depuis les flancs du Moncayo jusqu'à l'Èbre sur environ 50 km pouvait arrêter l'avance de l'armée française, mais au lieu des 80 000 hommes qui lui avaient été promis, il ne pouvait compter que sur 26 000. Juan O'Neylle (en) avait le reste des forces espagnoles, mais celles-ci se trouvaient à Caparroso et Villafranca. Castaños envoya un émissaire avec une lettre à O'Neylle, lui demandant de venir à Tudela aussitôt que possible car les Français étaient en route et arriveraient d'un moment à l'autre. Le messager arriva à Caparroso à 17 heures le 21 novembre, O'Neylle lut la lettre et répondit :

« Je comprends bien le caractère critique de la situation, mais mon chef est Palafox, et celui-ci m'a donné l'ordre de rester sur mes positions, malgré tout je suis prêt à marcher jusqu'à Tudela avec mes 20 000 hommes, mais ce sera demain à la tombée de la nuit, dès maintenant j'envoie une dépêche à Palafox pour qu'il me dise à quels ordres je dois me tenir. »

Dans l'après-midi, les unités d'Aragon commencèrent à se concentrer au lieu-dit Traslapuente (de l'autre côté de l'Èbre par rapport à l'armée de Castaños), mais ils ne franchirent pas le pont et campèrent à cet endroit, ayant ordre de ne pas traverser jusqu'à ce que Palafox ne l'ordonna. Castaños s'emporta alors en constatant que les renforts n'étaient pas à leur poste de combat alors que les Français étaient sur le point d'arriver.
Palafox, sommé de répondre se tut mais ne céda pas. Castaños, devant cette attitude qui mettait en péril la défense et la vie de milliers d'hommes, convoqua un conseil de guerre à Tudela, au palais du marquis de San Adrían et où se réunirent Palafox (qui était arrivé la veille de Saragosse, avec son frère Francisco Palafox), le général Coupigny (es) et un observateur britannique, sir Thomas Graham. Palafox était opposé à l'établissement de la ligne sur le rio Queiles, se basant sur le fait que l'on ne disposait pas des effectifs suffisants pour résister à l'ennemi, il valait mieux se retirer sur Saragosse et défendre l'Aragon. Castaños proposait a contrario de défendre à cet emplacement.
Ainsi se passa une grande partie de la nuit du 22 novembre. Vers le milieu de la nuit, ils reçurent les premières informations disant que les Français avaient déjà pris Corella et Cintruénigo. La nouvelle arriva comme une bombe parmi les membres de la réunion, ensuite la nouvelle se répandit dans toute la ville, et au dire des témoins, déclencha une panique. Palafox, têtu, s'obstina sur ses positions : O'Neylle ne devait pas franchir l'Èbre. Sur quoi, Castaños le traita de couard, les reproches jaillirent, l'un et l'autre se traitèrent de tous les noms. Finalement, Palafox, à son grand dam, céda, et donna l'ordre que ses forces passent l'Èbre, mais exigea que chacun porte par écrit son opinion.

## La bataille

### Préparatifs
Le 22 novembre les forces espagnoles étaient déployées de la manière suivante :
- À Tarazona se trouvait Grimarets à la tête de trois divisions totalisant de 13 000 à 14 000 soldats. Son avant-garde est détachée sur la route d'Ágreda, par laquelle on supposait que viendrait l'ennemi d'un moment à l'autre.
- À Cascante se trouvait la quatrième division du général Manuel la Peña avec 8 000 hommes, en majorité des Andalous qui avaient participé à la bataille de Bailén.
- À Ablitas Castaños établit son quartier général. Il pensait couvrir l'espace entre Cascante et l'Èbre avec sa cinquième division et les renforts du maréchal O'Neylle et Felipe Augusto de Saint-Marcq (es) dont il attendait l'arrivée avec impatience.

Avec ces dernières troupes, les armées espagnoles comptent donc près de 50 000 hommes.
Lannes part de Burgos avec les lanciers polonais de Lefebvre-Desnouettes, et rassemble à Logroño la division d'infanterie Lagrange, la brigade de cavalerie légère d'Auguste Colbert (détachée du corps de Ney) et la brigade de dragons Digeon. Parti le 19 novembre, il arrive le 20 à Lodosa auprès de Moncey, qui cède devant les ordres de l'Empereur. Le 22, les troupes de Logroño sont réunies à celles du corps, qui comprend déjà les divisions Maurice Mathieu, Musnier, Morlot et Grandjean, ainsi que la brigade de cavalerie Wattier. L'armée réunit alors environ 30 000 hommes. Le 22, Lannes est à Alfaro. Le 23 novembre, il part accompagné des lanciers pour reconnaître le terrain vers Tudela.
Aux premières lueurs de l'aube du 23, les forces de l'armée de réserve de O'Neylle commencèrent à traverser les 360 m du pont sur l'Èbre. Ces forces étaient aragonaises en majorité, avec quelques volontaires navarrais, les uniformes grisâtres, et équipés à la diable, avec plus d'ardeur que de discipline, et beaucoup plus l'aspect d'un peuple en armes que d'une armée régulière. Quelques semaines plus tôt, le colonel de l'un des bataillons se plaignait que « ses gens avaient seulement des chemises et des caleçons, et que leurs fusils étaient inutilisables ».
La traversée de Tudela par les troupes, alors qu'il faisait encore nuit et que les rues de la vieille ville étaient très étroites, fut une tâche difficile. Il y eut un grand chahut, et les ruelles furent embouteillées. À cause de cela et aussi parce qu'ils arrivèrent tard dans la ville, les soldats tardèrent à occuper les positions qui leur étaient assignées ; en conséquence une grande partie du terrain resta sans protection, entre le monastère de Santa Quitéria (es) et Cabezo Maya.
Le maréchal Lannes de son côté s'assura des alentours de la ville, alors que le soleil commençait à pointer depuis les monts de Cierzo. Lannes s'étonna qu'il n'y eut aucune sentinelle et de ne voir nulle part l'ennemi,.
Pendant ce temps, les renforts finissaient de traverser le pont et le trafic des troupes, des voitures, des canons et de la cavalerie se réglait quelque peu dans les rues de la ville. On entendait les premières salves de canons et de fusillades tirées par les Français. Ceci mit fin à la dispute entre Castaños et Palafox - Résister ou se retirer ? En toute hâte, il fut nécessaire de prendre des dispositions défensives.
Il devait être sept heures du matin quand les premiers Français se rendirent maîtres du Castillo. Selon un historien de l'époque[Qui ?], ce fut à huit heures que l'on annonça l'arrivée des Français et que l'on commença à se préparer au combat.

### Le champ de bataille

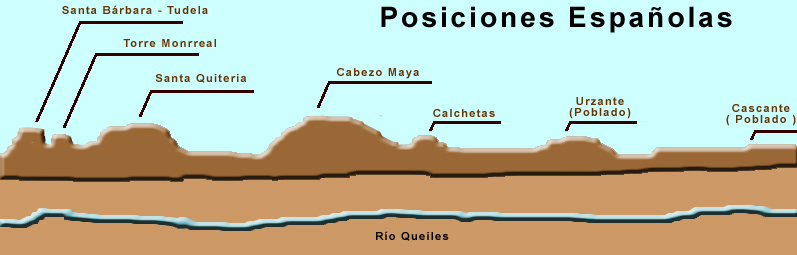
Schéma des positions espagnoles à Santa Barbara (division La Peña).

C'est la zone comprise entre Tudela et les monts voisins que l'on trouve sur la gauche. Le front espagnol se déployait sur les collines de Santa Barbara, Tudela, Torre Monrreal, Santa Quiteria, le sommet de Maya, la colline où se trouvait l'ermitage de San Juan de Calchetas, et les villages de Urzante (disparu), Murchante, Castante. Comme séparation naturelle entre les Espagnols et les Français se trouve le rio Queiles, un affluent de l'Èbre.

### Les premiers engagements

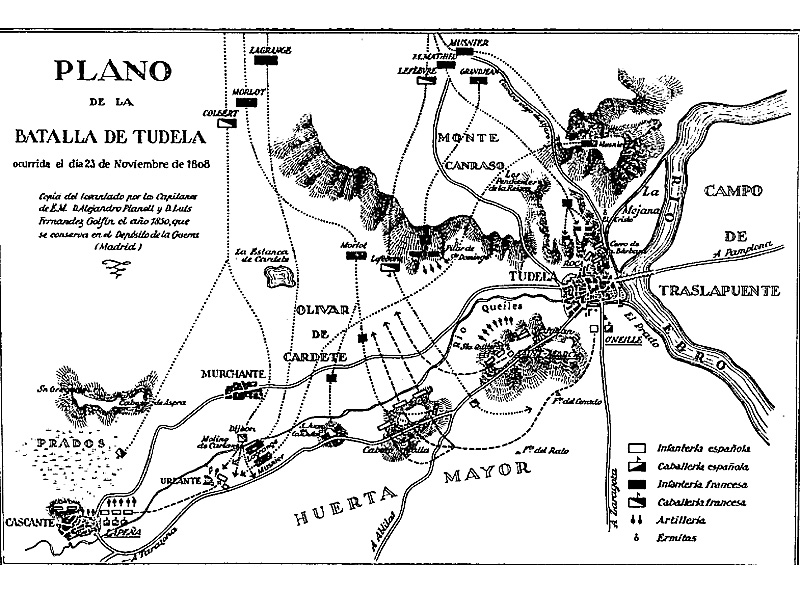
Carte de la bataille de Tudela, le 23 novembre 1808.

Selon le rapport du général Castaños, Francisco Palafox voulut sortir avec son adjoint par la route qui lui paraissait la plus courte pour découvrir l'ennemi et se retrouva nez à nez avec une patrouille de dragons français, au débouché d'un tournant, et il dut tourner casaque en toute hâte. Comme les ruelles de la ville étaient pleines de soldats, l'entrée des Français fut retardée. Selon certains témoins[Qui ?], l'armée de réserve entama l'action dans la ville, les hommes de la division Roca attaquèrent bravement à la baïonnette, réussirent à déloger les patrouilles ennemies du sommet de Santa Barbara.
Une fois maîtres de la colline qui dominait Tudela, les bataillons Caro et Pinohermoso se déployèrent sur les flancs de la colline, prirent position sur les collines voisines, en face du plateau de Puntal del Cristo, d'où l'on découvrait à présent le gros des forces françaises de Mathieu.
Les volontaires de la division de Saint-Marcq se disposaient à occuper les hauteurs de la vallée du rio Queiles (Mont San Julian qui abrite aujourd'hui le cimetière et la colline de Santa Quiteria). O'Neylle, avec la majeure partie des troupes d'Aragon s'efforça d'organiser la défense aux abords de la ville, sur la route de Saragosse, dans l'attente des ordres du général Castaños à qui l'on avait accordé le commandement dans ce moment critique.
Entre huit et neuf heures, la surprise et la réaction se succédèrent rapidement dans Tudela. La surprise avait été totale, la confusion atroce, mais la réaction fut violente et énergique, bien que conduite dans les pires conditions.
Ce recul des Français fut suivi d'une période de calme relatif. C'est à la fin de cette accalmie que Lannes conçut son plan de bataille, après avoir observé les lignes de défense espagnoles et surtout au vu des failles de l'adversaire, qui étaient non seulement nombreuses mais importantes. Il négligea l'armée qui se trouvait à Tarazona et se concentra sur la ligne qui va de Tudela à Cascante, la partie la plus vitale et aussi la plus dégarnie.
Les premières décisions de Lannes concernèrent les objectifs suivants :
- Attaque partielle du flanc droit espagnol (Tudela) par Mathieu.
- Reconnaitre et tester le centre (Monts de la rive du rio Queiles jusqu'à Urzante), tâche pour laquelle il garda en réserve les divisions Morlot et Granjean.
- Lancer le gros de sa cavalerie contre celle de Cascante pour éviter que le général La Peña n'étende ses lignes jusqu'à Tudela.
- Rester face à la gauche espagnole, avec la division Musnier et la brigade Digeon, afin de donner à la division Lagrange le temps d'arriver en position.

### Entrée des forces dans la bataille
La division Mathieu fut la première à attaquer le Castillo pendant que la division Musnier restait sur le plateau de Puntal del Cristo, avec les dragons de Digeon et Lannes, attendant Lagrange.
Suivant les ordres, les généraux Mathieu et Habert formèrent leurs troupes en colonne d'attaque et attaquèrent les Espagnols, précédés d'un bataillon de tirailleurs. Mathieu marchait à la tête du 2e régiment étranger de la Légion de la Vistule, et Habert devant le 14e de ligne.
Le choc survint peu après neuf heures du matin ; il eut lieu sur les trois collines des contreforts du Canraso qui s'étend en face de Tudela. Avant cette attaque, Castaños renforça le château de Santa Barbara avec des Aragonais qui venaient de passer le pont.
L'aile droite subit donc la charge de Mathieu ; le centre, après une vive canonnade, fut enfoncé par Morlot et Grandjean, Lefebvre et Colbert profitant de la trouée pour encercler le reste de l'aile droite. Lannes confie à Moncey l'élimination du reste de ces deux parties ; lui-même, avec Musnier et Digeon, attend Lagrange pour attaquer la gauche espagnole. La division fait reculer, avec l'aide des dragons, le reste de l'armée espagnole.

### Pertes
Les Français ont fait prisonniers 3 000 Espagnols, 4 000 d'entre eux étant tués ou s'étant noyés dans l'Èbre. 40 pièces d'artillerie et sept drapeaux furent également pris.
De leur côté, les Français n'ont perdu que 460 hommes.

## Conséquences
Lannes, victime d'une grave chute de cheval en passant en Espagne, ne peut plus se mouvoir après la bataille. Il confie donc à Moncey de poursuivre les forces de Palafox sur Saragosse, tandis que Mathieu, Lagrange et Colbert suivent les traces de Castaños sur Calatayud.
La victoire est totale, et si Ney est à Ágreda, les forces de Castaños seront encerclées. Mais le maréchal Ney pense que Lannes a été défait ; il n'est pas à son poste, et les troupes de Lannes le rejoignant n'empêchent pas la retraite de Castaños par Agreda.
Lannes envoie également son aide de camp Marbot porter la nouvelle de la victoire ; à cause de l'absence de Ney, Marbot manque de peu de se faire prendre, et ne transmet son message que le 26 novembre.
Ney et Moncey, qui avancent lentement, n'arrivent à Saragosse que le 30 novembre. Ney est rappelé par Napoléon pour une offensive dans le León, et est remplacé sous les murailles de la ville par Mortier. La victoire française a donc obligé Palafox à rejouer le siège de Saragosse, mais la lenteur des poursuivants a permis aux Espagnols de se fortifier fortement.

## Sources
- (en) Cet article est partiellement ou en totalité issu de l’article de Wikipédia en anglais intitulé « Battle of Tudela » (voir la liste des auteurs).

- (es) Cet article est partiellement ou en totalité issu de l’article de Wikipédia en espagnol intitulé « Batalla de Tudela » (voir la liste des auteurs).